# 자바원

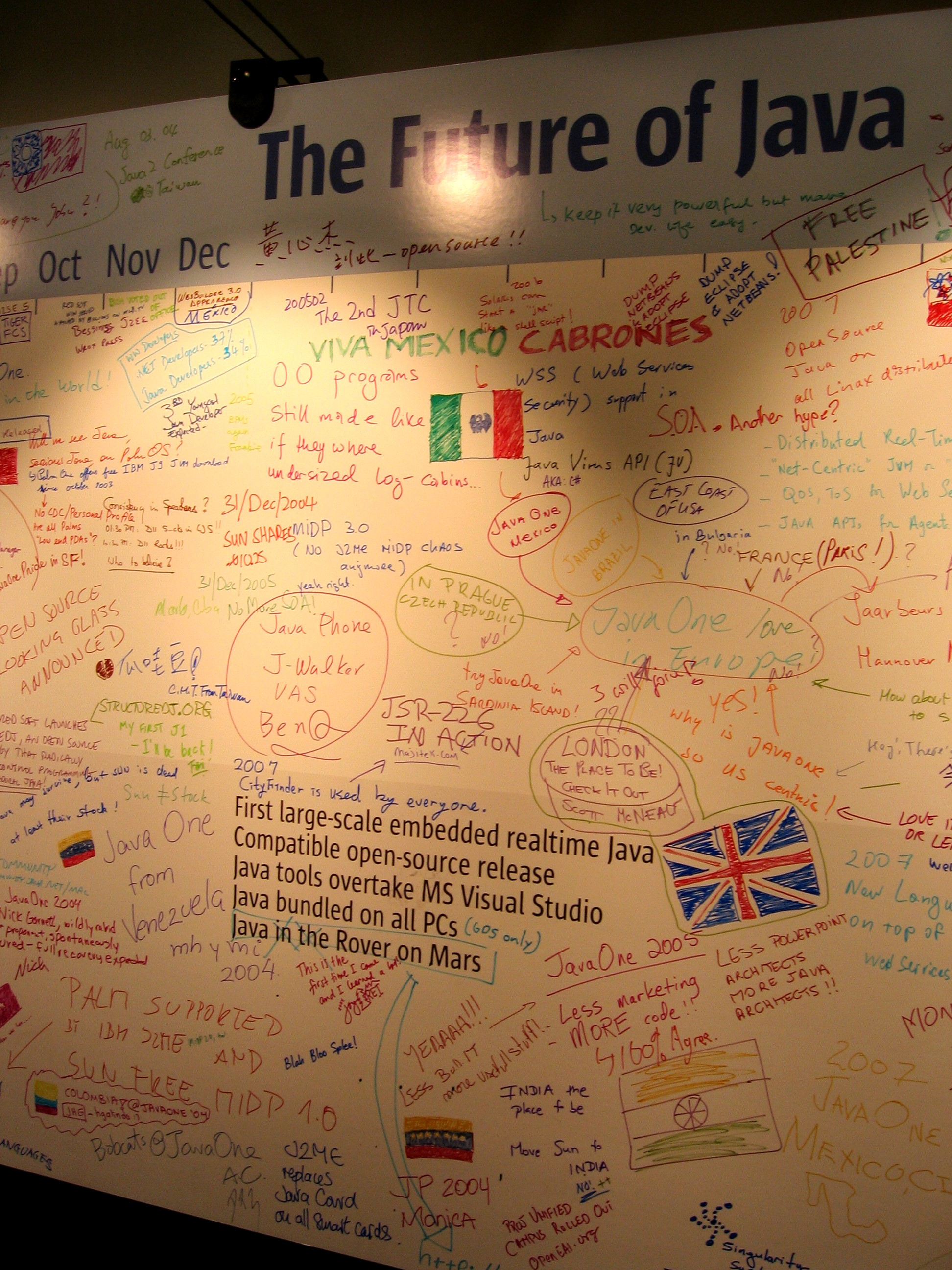
2004 자바원 콘퍼런스의 참석자들이 화이트보드에 자바의 미래에 대한 자신들으l 비전을 적었다.

자바원(JavaOne)은 주로 자바 개발자들간에 자바에 관해 논의하기 위해 썬 마이크로시스템즈가 1996년에 처음 조직한 연례 콘퍼런스이다. 미국 캘리포니아주 샌프란시스코에서 개최되었으며 초기에는 여름 수개월 간, 나중에는 가을 초 수개월 간 월요일부터 목요일까지 운영되었다. 다양한 자바 관련 주제에 대한 기술 세션과 BOF(Birds of a Feather) 세션이 한 주 내내 개최되었다.
이 쇼는 매우 대중적이었다. 1999 에디션의 경우 모스콘 센터에서 20,000명이 참석했다.
수년에 걸쳐 이 콘퍼런스는 썬과 자바의 전도사 존 게이지가 주최하였다.
2018년 4월에 오라클은 오라클 코드 원(Oracle Code One)이라는 더 일반적인 프로그래밍 콘퍼런스의 선호에 따라 자바원 콘퍼런스가 중단될 것이라고 발표했다. 코드원 코퍼런스는 2년간 운영되었다.
2022년 3월, 오라클은 자바원이 2022년 10월 복귀할 것이라고 발표했다. 이 콘퍼런스는 샌프란시스코의 원래 장소에서 라스베이거스로 이동되었다.